# Shobu Kapoor
Shobu Kapoor (* 28. März 1961) ist eine britische Schauspielerin indischer Herkunft. 

## Leben und Karriere
Kapoor wuchs in Indien auf, wo sie 1986 einen Abschluss in Literatur an der University of Mumbai erlangte. 1988 emigrierte sie in das Vereinigte Königreich und trainierte am Drama Studio London. Sie begann ihre Karriere in den Theaterstücken Danton’s Death (1989), Asian neighbours, House of the Sun(1991) and Women of the Dust (1992). Bei letzterem wurde sie von einer Casting-Direktorin der BBC für die Seifenoper EastEnders gecastet, in der sie fünf Jahre lang von 1993 bis 1998 neben Deepak Verma spielte. Dem folgten Auftritte in Theaterstücken, Serienepisoden und Filmen wie Kick It Like Beckham (2002) und Alles koscher! (2010). Von 2012 bis 2016 hatte sie eine Hauptrolle inne in der Sitcom Citizen Khan als Mutter in einer britisch-pakistanischen Familie und 2021 in We Are Lady Parts als Mutter der Hauptfigur.
2013 gründete Kapoor mit Anette Laufer das Filmproduktionsunternehmen Roman Candle Productions. Seit 2014 betätigt sie sich auch Theaterautorin und Dichterin.

## Filmografie
- 1991: Family Pride (Fernsehserie)
- 1993: Doctor Who: Dimensions in Time (Miniepisode)
- 1993–1998: EastEnders (Fernsehserie, 340 Episoden)
- 2000: Zimmer gesucht (Room to Rent)
- 2000–2001, 2006–2008, 2016: Doctors (Fernsehserie, 5 Episoden, verschiedene Rollen)
- 2002: Kick It Like Beckham (Bend It Like Beckham)
- 2004: Nevermind Nirvana (Fernsehfilm)
- 2004: The Bill (Fernsehserie, 1 Episode)
- 2005: Chicken Tikka Masala
- 2005, 2008, 2017, 2021: Casualty (Fernsehserie, 4 Episoden, verschiedene Rollen)
- 2006: Banglatown Basquet (Fernsehfilm)
- 2006: Mischief Night
- 2006: Party Animals 2
- 2006: Fair City (Fernsehserie, 3 Episoden)
- 2007: Shameless (Fernsehserie, 1 Episode)
- 2008: Filth and Wisdom
- 2008: Doctor Who (Fernsehserie, 1 Episode)
- 2010: Alles koscher! (The Infidel)
- 2010: Holby City (Fernsehserie, 1 Episode)
- 2011: Amanda Knox (Fernsehfilm)
- 2011: The Jury (Fernsehserie, 5 Episoden)
- 2012: Acts of Godfrey
- 2012: Gerichtsmediziner Dr. Leo Dalton (Silent Witness, Fernsehserie, 1 Episode)
- 2012–2016: Citizen Khan (Fernsehserie, 33 Episoden)
- 2015: Shoot Me. Kiss Me. Cut!
- 2015: Hank Zipper (Fernsehserie, 2 Episoden)
- 2017: Loaded (Fernsehserie, 1 Episode)
- 2017: Comedy Playhouse (Fernsehserie, 1 Episode)
- 2017: The Boy with the Topknot
- 2018: Boogie Man
- 2018: Joe All Alone (Miniserie, 1 Episode)
- 2018: The Split – Beziehungsstatus ungeklärt (The Split, Fernsehserie, 2 Episoden)
- 2018: Unforgotten (Fernsehserie, 3 Episoden)
- 2018–2019: Krypton (Fernsehserie, 2 Episoden)
- 2019: Cleaning Up (Fernsehserie, 2 Episoden)
- 2019: Four Weddings and a Funeral (Miniserie, 4 Episoden)
- 2020: The Other One (Fernsehserie, 1 Episode)
- 2020: I Hate Suzie (Fernsehserie, 1 Episode)
- 2021–2024: We Are Lady Parts (Fernsehserie, 9 Episoden)
- 2021: The Cleaner (Fernsehserie, 1 Episode)
- 2022: A Discovery of Witches (Fernsehserie, 3 Episoden)
- 2022: Bridgerton (Fernsehserie, 1 Episode)
- 2022–2024: DI Ray (Fernsehserie, 4 Episoden)
- 2022: Mother Teresa & Me
- 2022: Whitstable Pearl (Fernsehserie, 1 Episode)
- 2023: Polite Society
- 2023: Chicken Run: Operation Nugget (Chicken Run: Dawn of the Nugget, Animationsfilm, Synchronstimme)
- 2023: Three Little Birds (Fernsehserie, 4 Episoden)
- 2024: Mr. Bigstuff (Fernsehserie, 1 Episode)